# Neusser Alexianer
Die Neusser Alexianer waren eine katholische Ordensgemeinschaft für Laienbrüder in der Krankenpflege, welche sich auch Kongregation der Brüder vom heiligen Alexius nannte. Vom Mutterhaus in Neuss aus, welches ihnen den Namen gab, wurden im Verlauf des 19. und 20. Jahrhunderts verschiedene Filialklöster gegründet.
Bei der Ordensgemeinschaft handelte es sich um eine Kongregation bischöflichen Rechtes. Nach einer Fusion im Jahre 1990 mit den Aachener Alexianern bestand sie als eigenständige Provinz „St. Josef“ bis zum Jahre 2008 weiter und vereinigte sich dann mit der Provinz „St. Alexius“ Aachen.

## Geschichte

### Mittelalter
Wie bei anderen Alexianerklöstern gibt es keine Klarheit über Zeit und Umstände der Gründung. Bereits im Jahre 1301 gab es einen Konvent von Begarden in der Oberstraße (der Neusser Hauptstraße). Im Jahre 1419 wird in einem Dokument ein Begarde namens Peter erwähnt, dessen Zugehörigkeit zu der Neusser Begardengemeinschaft, die ihren Sitz später in die Brückstraße verlegt hatte, jedoch nicht nachweisbar ist. Wahrscheinlich kann das Kloster vor das Jahr 1451 datiert werden, da eine Urkunde aus diesem Jahr eine Schenkung an die hier lebenden „willigen Armen“ bezeugt.
Als im Jahr 1483 eine pestartige Krankheit in der Stadt ausbrach, wandte sich der Stadtmagistrat an die Brüder des Kölner Alexianerklosters und bat darum, einige Brüder zur Pflege der Kranken nach Neuss zu senden. Diese arbeiteten in der Folgezeit in den verschiedenen karitativen Anstalten und Stiftungen der Stadt; so im alten Gasthaus und dem Hospital des Quirinusstiftes, in dem bis zu 40 Kranke und Behinderte aufgenommen und ambulant versorgt werden konnten.
Am Donnerstag, dem 26. August 1490 schloss die Stadt Neuss einen Vertrag mit den Celliten, welche durch ihren Generalpater Peter Vanlier vertreten wurden. Der Vertrag, welcher den Konvent erstmals rechtlich absicherte, besagte, dass die Brüder bis dahin zwar „in einem geistlichen Scheine“ gelebt hatten, jedoch „ohne Regel oder Orden“. Als Konvent des Cellitenordens anerkannt, erlaubte der Stadtrat der Gemeinschaft eine solche „Regel“. Sie sah ein Aufsichtsrecht der Stadt vor, so dass die Brüder in „generellen Sachen“ nur unter „Wissen, Willen und Konsens“ der städtischen Obrigkeit handeln durften. Im Gegenzug überließ die Stadt der Gemeinschaft weiterhin das von ihr bereits bewohnte Haus in der Brückstraße, welches aber der Stadt „zugehörte und erblich bleiben sollte“.
Der Personalbestand des Klosters wurde auf nicht mehr als acht Brüder beschränkt, wobei es im Laufe der Jahrhunderte wohl selten mehr als sieben waren (1723 sind zehn Brüder überliefert). Ein „Bruder, der nicht bequem wäre“, konnte zwar „verschickt“ werden, doch musste dafür die Zustimmung der städtischen Behörden eingeholt werden. Ihre Tätigkeiten sollten darin bestehen, sich der „Nöte“ der Menschen anzunehmen, sie auf ihrem letzten Lebensweg zu begleiten und zu beerdigen.
Sollten die Brüder „in Punkten des Vertrages versäumlich sein“, so konnte die Stadt ihnen die Nutzungsrechte des Hauses entziehen, womit sie Unterkunft und Aufenthaltsrecht in der Stadt Neuss verloren hätten. Die kleine Klostergemeinschaft unterstand somit gänzlich der städtischen Autorität und Kontrolle. Hierzu gehörte die Überprüfung der Einkünfte und Ausgaben wie die Aufsicht über die Vermögensverwaltung des Klosters. Ferner musste die Stadt den Pater des Hauses bestätigen.
Der Vertrag schuf die notwendigen Bedingungen zur Lebensfähigkeit der Gemeinschaft, welche in freiwilliger Armut und tätiger Nächstenliebe ihre christliche Vollkommenheit zu verwirklichen suchte. Sie hatten weder ein eigenes Haus noch irgendwelche Einkünfte, sondern bestritten ihren Lebensunterhalt allein durch Betteln, Almosen und Geschenke. Sie konnten das ihnen zugewiesene Haus unentgeltlich nutzen und bekamen ihre Aufgaben in der städtischen oder privaten Fürsorge zugewiesen; wofür sie mit Naturalien oder Geld entlohnt wurden.
Vierzehn Jahre nach Vertragsabschluss wurde der Plan zum Bau einer Kapelle umgesetzt, die auch ein Türmchen mit einer Glocke besaß und dem Heiligen Alexius geweiht war.

### 16. Jahrhundert
1531 erhielten die Brüder erstmals eine Stiftung zur Errichtung eines Offiziums. Der Stifter stellte einen Geldbetrag zur Verfügung, damit ein Geistlicher, der Offiziant, viermal in der Woche ab 7 Uhr in der Klosterkirche die Heilige Messe feiern sollte. Die Stiftung umfasste ein Haus und einer Erbrente. Starb der Offiziant, sollten Bürgermeister und Rat der Stadt das Amt mit einem Kleriker aus der Stifterfamilie neu besetzen. Dieser musste innerhalb eines Jahres die Priesterweihe empfangen und dem Prior der „Regulierten Chorherren“ benannt werden, der die förmliche Investitur durchführte. Sollte es keinen Verwandten des Stifters geben, so sollte das Amt an einen „qualifizierten“ Neusser Bürger oder – falls ein solcher nicht vorhanden sei – an einen „Fremden“ vergeben werden.
Um diese Zeit, jedenfalls noch vor 1535, übernahmen die Brüder, neben ihrer gewohnten Tätigkeit, das „Spendhaus“, wo sie an 20 arme Bürger der Stadt Brot, Bier und manchmal auch Geld austeilten. Für die nächsten Jahrzehnte fehlen weitere Zeugnisse. Erhebliche Zerstörungen erfolgten im Jahr 1586, als im Zuge der Belagerung der Stadt im Truchsessischen Krieg Neuss fast völlig dem Feuer zum Opfer fiel.

### 17. Jahrhundert
Zu diesem Zeitpunkt scheinen sie jedoch auch nicht so finanzkräftig gewesen zu sein, dass sie ohne Schwierigkeiten ihr Heim hätten wieder aufbauen können, denn als die Kapelle im Jahre 1604 immer noch kein Dach hatte, bat der Pater den Stadtrat um eine finanzielle Beihilfe und schon am 22. Juni 1607 erhielten sie, da sie ja von Köln aus begründet wurden, das Recht, innerhalb des Kölner Stadtgebietes Almosen zu sammeln, so dass Ende des Jahres 1608 ihre Kapelle endlich neu geweiht werden konnte.
Einige Jahre später kam es erstmals zu Auseinandersetzungen zwischen dem Orden und der Stadt, welche 1634 die Gemeinschaft zur Wahl eines Paters aufforderte und diesen auch kurz darauf ernannte oder bestätigte. Man hatte scheinbar mit der Passivität des Provinzials gerechnet, welcher nun jedoch Einspruch einlegte, da der benannte Bruder Hermann über Jahre hinweg „untüchtig“ gewesen sei. Nach längeren Verhandlungen mit dem Stadtrat von Neuss, welcher den Kölner Pater zur Sendung eines Vorstehers und zwei weiterer Brüder aufforderte, wurde Bruder Godert von Hittorff aus Köln als neuer Pater nach Neuss entsandt. Offensichtlich legten sich die Wellen bald wieder, denn wenige Jahre später, 1637, erhielten sie das alleinige Begräbnisrecht, mussten aber den Totengräbern, sollte der Stadtrat welche einstellen, dass nötige Werkzeug stellen. Im gleichen Jahr wurde Bruder Klaes, da er sich „widerspenstig“ verhielt, auf Veranlassung des Paters von einem Stadtdiener ins Gefängnis gesperrt. Es gelang ihm jedoch auszubrechen.
Ab 1639 mussten sie auf Anweisung des Stadtrates an Sonn- und Feiertagen, sowie in der Fastenzeit zusätzlich mittwochs und freitags, dem Quirinusstift die Glocken läuten, wofür sie aber entschädigt werden sollten. Zwei Jahre später zeigte sich, dass sich an der personellen Situation von 1634 nicht viel geändert hatte, da man das Amt des Paters mit dem Bruder Hermann Student erneut aus Köln fremdbesetzte.
Im November 1644 überließen die Brüder dem Pfarrer von St. Quirinus, dessen Haus von den Hessen besetzt worden war, zwei Zimmer in ihrem Klösterchen. Dies zeigt, dass ihr Haus einigermaßen wohnlich gewesen sein muss, da der hohe Herr sicherlich nicht jedes Etablissement bezogen hätte.
Nachdem sie ihr Kloster durch den Erwerb der umliegenden Häuser und Grundstücke bis 1650 erweitern konnten, brach am 19. Mai 1655 in ihrem Haus ein Brand aus, der den größten Teil des Klosters, wie auch die Kapelle, in Asche legte. Auch wenn ihre Finanzen nicht rosig waren, blieb ihnen nichts anderes übrig als einen Neubau zu errichten, dessen Bezahlung sie jedoch nur aus einem Verkauf von zwölf Morgen Ackerland und eifrigem Betteln vornehmen konnten. Doch muss es rasch vonstattengegangen sein, denn der Mainzer Weihbischof Petrus von Walenburg weihte die Kapelle bereits am 22. September 1658 zu Ehren des heiligen Alexius und des heiligen Augustinus. In den Hochaltar ließen sie die Reliquien des heiligen Märtyrers Leodegarius und der Märtyrer der thebäischen Legion ein, welche sie, wie auch einige Reliquien der heiligen Ursula und einen Hochaltar (Triptychon), aus dem Kölner Alexianerkloster als Geschenk erhalten hatten.
Nachdem es 1666 zu einer vertraglichen Neuregelung ihrer Einkünfte gekommen war, erlaubte ihnen die Stadt im Jahre 1676, für die Bürger das Malz zum Brauen herzustellen. Auf dieses Recht mussten sie, wohl auf Drängen der Brauerzunft, jedoch 1714 wieder verzichten, wofür man ihnen eine jährliche Entschädigung zuteilwerden ließ.

### 18. Jahrhundert
Als die Stadt längere Zeit ihren Verpflichtungen gegenüber dem Kloster nicht nachkam und die Brüder sich deshalb weigerten, ihre Dienste zu verrichten, spitzte sich die Angelegenheit so weit zu, dass der Magistrat ihnen 1694 sogar mit der Ausweisung drohte. Hierauf prozessierten sie vor dem Offizial in Köln gegen den Stadtmagistrat und gewannen den Prozess. Als es dann jedoch schon bald erneut zu Streitigkeiten mit der Stadt kam, wurde 1714 eine vertragliche Neuregelung ihrer Einkünfte vorgenommen. Es dauerte nicht allzu lang, da nahm das Kloster erneut die Hilfe der Stadt in Anspruch. Denn als im Jahre 1727 der Pater des Klosters, Bruder Wilhelm Schwan, klosterflüchtig wurde, verfolgten ihn die städtischen Behörden auf Veranlassung der Gemeinschaft bis nach Krefeld. Von dort hatte er sich jedoch bereits in die Niederlande abgesetzt und sich somit ihrem Zugriff entzogen.
1745 kam es durch das Testament von Frau Elisabeth Willems zur Errichtung eines zweiten Offiziums an der Klosterkapelle. Wie schon das erste, so konnte auch dieses als titulus ordinationis, also als Weihetitel, fungieren und verpflichtete den Inhaber, neben den gewöhnlichen Aufgaben, zur Abhaltung der „Sonntagsschule“.
Wegen der wachsenden Anzahl von psychisch Kranken und Pensionären musste das Hospital des Klosters im Jahre 1754 noch einmal erweitert werden, so dass nun ein rechteckiges Kloster mit Kapelle, wie auch ein Hospital mit Innenhof und Gärtchen dastand.
Im Ersten Koalitionskrieg besetzten französische Truppen 1794 Neuss. 1798 wiesen die Besatzungsbehörden die Klostergemeinschaft an, zukünftig keine Novizen mehr aufzunehmen. Auch durften keine Gelübde mehr abgelegt werden. Der Konvent, welcher seit jeher auf einer eher bescheidenen wirtschaftlichen Basis lebte, litt auch unter religiösen Mängeln, was durch die Wirren der Zeit sicherlich noch verstärkt wurde. Bei einer Visitation wurde der allzu enge Kontakt der Brüder mit vielen Familien bemängelt und angeprangert, dass sie – entgegen der Ordensregel – über persönlichen Besitz verfügten.

### 19. Jahrhundert
Im Unterschied zu den meisten Klöstern wurde das Neusser Alexianerkloster im Zuge der Säkularisation nicht aufgelöst, sondern als „nützliches Kloster“ eingestuft: Von der allgemeinen Aufhebung der Orden und Klöster war es ausgenommen, da die Alexianer zu den Orden zählten, die sich „als einzigem Zweck dem öffentlichen Unterricht und der Krankenbetreuuung“ widmeten. 1802 wurde das Kloster der Commission de hospices (Hospitienkommission) unterstellt, die im Département de la Roer mit der Aufsicht über die Krankenhäuser und Wohlfahrtseinrichtungen betraut war. 1813 erhielt die Gemeinschaft durch den Bischof von Aachen neue Statuten. Im Herbst 1826 zählte sie nicht mehr als sechs Brüder, wovon vier sehr alt oder kränklich waren. Die Jahreseinkünfte des Klosters, welches nur drei Brüder mit Ewigen Gelübden zählte, betrugen 1.957 Taler (Grundgeld 2 Taler, Kapitalzinsen 2.276 Taler, Pachtgelder 79 Taler, Kostgelder 1.600 Taler). Konsistorialrat Jakob Poll gab dem Erzbischof von Köln zur Auskunft, dass der Pater des Hauses, Alexius Schauw, ein wohl gutwilliger Mann, doch ohne Umsicht und Energie sei. Die Tätigkeit der Brüder konzentriere sich hauptsächlich auf die Verwahrung Geisteskranker zu einem niedrigen Lohn, eine Arbeit, für die sie aufgrund mangelnder Vorbereitung keine Qualifikationen besäßen. Den ambulanten Krankendienst versähen sie dagegen kaum noch.
Als Erzbischof Ferdinand August von Spiegel das Kloster, welches er als Anstalt betrachtete, im Sommer 1826 besuchte, schrieb er, „dass sie ganz aus den Fugen“ geraten sei und „fast nichts mehr leistet“. Um den Zustand des Hauses zu heben, erwog der Erzbischof die Einführung der Konstitutionen der Kölner Alexianer und die Gelübdeerneuerung. Kurz bevor Spiegel sich zur Reorganisation des Klosters mit der Regierung in Düsseldorf in Verbindung setzte, drohten die Brüder, anlässlich eines ärgerlichen Zwischenfalls mit einem ihrer Pensionäre, das Kloster zu verlassen. Wenn dies der Regierung auch kein großer Verlust zu sein schien, so wünschte der Erzbischof das Kloster jedoch unbedingt zu erhalten.
1829 wurden ihnen die Kölner Statuten in modifizierter Form übergeben und die Abhängigkeit – denn offiziell waren sie bis dahin noch eine Filiale der Kölner Brüder – gelöst. Auf Wunsch der Regierung sollten die Brüder den Beerdigungsdienst nur noch in Ausnahmefällen übernehmen und sich stärker in der ambulanten Krankenpflege betätigen. Auch verpflichteten sie sich zu den Gelübden von Gehorsam und Keuschheit, wenn auch nur auf je fünf Jahre, und erhielten wieder das Recht, über die Aufnahme von Kandidaten und die Bestellung von Vorsteher und Ökonom selbst zu entscheiden. Die Aussteuer zum Klostereintritt sollte zwischen 100 und 200 Talern liegen, wobei die erste Hälfte bereits beim Eintritt, die zweite jedoch erst bei der Gelübdeablegung zu entrichten war. Da die Brüder nicht zur Einhaltung der Armut verpflichtet waren, bezogen sie ein persönliches Gehalt durch die Hospitienkommission. Abgesehen davon, dass sie sich hier und da den Vorwurf gefallen lassen mussten, zu sehr in die eigene Tasche zu arbeiten, führte dies zu mancherlei Streitigkeiten innerhalb der Kommunität.
Trotz aller Bemühungen des Erzbischofs entwickelte sich der Konvent kaum über seine alten Gepflogenheiten hinaus und auch der erhoffte Nachwuchs blieb aus. Die einzige Weiterentwicklung war die 1831 erworbene Eigenverwaltung der Finanzen. Die Hospitalkommission beschränkte sich damit, sie zu beaufsichtigen, worin sie seit 1836 durch den Erzbischof abgelöst wurde.
Nachdem man 1837 das Hospital noch einmal erweitert hatte, wurden die Auseinandersetzungen um den Oberen, Pater Albert Bollig, im Konvent ab 1848 immer schärfer, so dass dieser auf Vorschlag einiger Brüder im Oktober 1849 durch den Vikar Matthias Josef Schumacher ersetzt wurde. Schumacher sah die Ursache der Zerwürfnisse in einer zu großen Freiheit, welcher die ungebildeten Brüder nicht gewachsen seien. Einen weiteren Grund sah man in der zeitlichen Begrenzung der Gelübde, wie auch im persönlichen Besitz der einzelnen. Nachdem im Herbst des Jahres 1853 Gemeinschaftsexerzitien gehalten wurden, sprach sich die Kommunität für eine gemeinsame Kasse wie auch die Ewigen Gelübde aus und wünschte sich anstelle des ordensfremden Schumacher einen Vorsteher aus den Reihen der Brüder. Doch als Schumacher im Juni 1855 Neuss verlassen hatte, konnte man sich an Reformwünsche nicht mehr erinnern, denn als es 1863 noch einmal zur Abstimmung über die Ablegung der Ewigen Gelübde kam, sprachen sich drei Brüder dafür und fünf dagegen aus.
Obwohl man noch 1855 das Hospital auf etwa 35 Pflegeplätze erweitert hatte, legte Pater Alexius Böcker am 25. April 1868 den Grundstein zu einem neuen Kloster vor dem Obertor. Noch am 8. Oktober des Jahres konnte sich die Klostergemeinschaft durch eine Zahlung von 2.000 Talern von der wirtschaftlichen Oberaufsicht der Stadtverwaltung lösen, welche nun zwar auf jegliche Rechtsansprüche gegenüber dem Kloster verzichten wollte, diese aber dann doch erst im Jahre 1893 endgültig aufgab. Der neue Klosterbau, welcher ca. 50.000 Taler kostete und Platz für 100 bis 120 Kranke bot, wurde am 10. November 1869 eingeweiht und durch sieben Professbrüder, drei Novizen, einen Aspiranten, vier Pensionäre und 50 Geisteskranke bezogen.
Durch die Wirren des Kulturkampfes wurde der Gemeinschaft noch im gleichen Jahr die Aufnahme neuer Mitglieder untersagt. Der im Jahre 1870 zehn Mitglieder zählende Konvent zog sich nun immer weiter aus dem Beerdigungswesen zurück und beschränkte sich endgültig auf die Anstaltspflege.
Doch trotz aller äußeren Fortschritte kam die innere Reform kaum voran. Im April/Mai 1880 wurde durch den Erzbischof die Genehmigung zur Errichtung einer neuen Kapelle erteilt, welche bereits am 17. Juli 1881 eingeweiht werden konnte und nicht weniger als 46.521 Mark gekostet hatte. 14 Jahre lang war es dem Kloster untersagt gewesen, neue Mitglieder in seine Reihen aufzunehmen, als 1883 endlich wieder sechs Aspiranten aufgenommen wurden. Nachdem im folgenden Jahr das Noviziat auf zwei Jahre verlängert wurde, ordnete Kardinal Philipp Krementz 1885 an, dass neue Brüder nur noch gegen das Versprechen der evangelischen Armut aufgenommen werden dürften, so dass sich die Gemeinschaft bereits im Jahre 1886 für die erneute Einführung der Ewigen Gelübde entschied und der Erzbischof von Köln das Gelübde der Armut 1888 pflichtmäßig anordnen konnte. Noch im selben Jahre gründeten sie in Berlin-Weißensee ihr erstes Filialkloster, so dass im Mutterhaus zwölf und in der Filiale fünf Brüder lebten.
1892 traf die Genehmigung des Regierungspräsidenten zur Erweiterung der Anstalt ein, so dass man sofort mit dem Bau eines Südflügels, welchen man bereits im Mai 1893 beziehen konnte, und mit der Erweiterung des Nordflügels begann.

### 20. Jahrhundert und Gegenwart

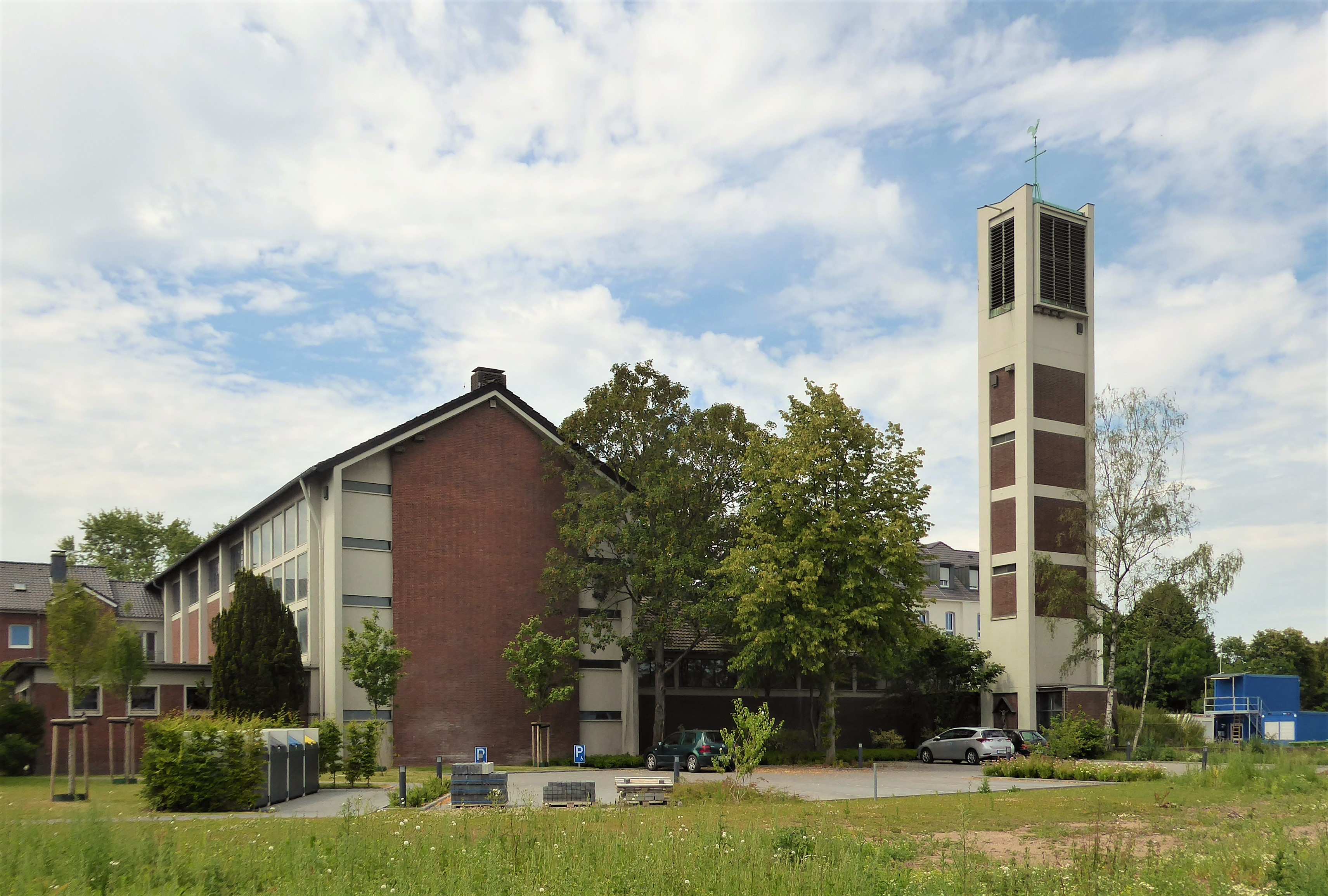
Die Alexianerkirche in Neuss, 2022 freigestellt für die Neubebauung des umgebenden Areals

Am 21. Juni 1902 wurde eine Gruppe von Mitbrüdern zur Errichtung eines Filialklosters nach Düren entsandt. Zwei Jahre später wurde das Marianische Offizium eingeführt. Weitere Neugründungen folgten – ein Indiz dafür, wie sehr die Gemeinschaft gewachsen war.
Im Ersten Weltkrieg kämpften 47 Brüder an der Front. Drei Brüder waren in Feldlazaretten tätig, sieben fielen, andere kehrten erst nach zwei oder drei Jahren aus der Gefangenschaft zurück.
Im Mutterhaus begann man 1925, den Mitteltrakt aufzustocken und im Dachgeschoss eine Klausur mit dreißig Zimmern einzurichten. Zuvor waren die Zimmer der Brüder überall im Krankenhaus verteilt gewesen. Die größten Errungenschaften dieses Jahres lagen jedoch in der erhaltenen Genehmigung zur Einrichtung einer Krankenpflegeschule und eines ordenseigenen Friedhofes auf dem Klostergelände, wohin man 1953 die auf dem städtischen Friedhof ruhenden Mitbrüder überführte. Schon 1932 wurde der Mittelbau des Mutterhauses erweitert und neben dem Refektorium auch eine neue Brüderklausur, nun mit 37 Zimmern, errichtet. Bereits im Januar des Jahres hatte man eine „Dauerbetstunde“ zwischen 4.30 Uhr und 19 Uhr eingerichtet, wo in stetem Wechsel wenigstens einer der Brüder vor dem Allerheiligsten stille Anbetung halten sollte. Im Oktober musste man die jüngst erst errichtete Niederlassung in Patschkau in Schlesien aufgeben, welche nun die Neusser Augustinerinnen übernahmen. 1934 wurde ein weiteres Filialkloster geschlossen, nämlich das in Barmen-Rittershausen. Denn der Ordensnachwuchs nahm langsam, aber stetig ab. Es war nicht mehr möglich, alle in den letzten Jahrzehnten gegründeten Einrichtungen aufrechtzuerhalten.
Im Zuge der Sittlichkeitsprozesse gegen Ordensangehörige und Priester im Nationalsozialismus wurden im Jahr 1937 16 Neusser Alexianer zu Haftstrafen verurteilt.
Als im Jahre 1939 die Rektoratsgemeinde St. Konrad errichtet wurde, sollte diese vorübergehend in der Klosterkirche der Alexianer ihre Unterkunft finden. Die Gemeinde konnte 1955 in ihre eigene Kirche umziehen.
Da der Zweite Weltkrieg die Gemeinschaft in personelle Probleme brachte, war man für jede Hilfe dankbar. So fanden 1941 die Johannesschwestern aus Leutesdorf, deren Häuser von der Gestapo beschlagnahmt worden waren, vorübergehend eine Unterkunft im Mutterhaus der Neusser Alexianerbrüder.
Am 26. Juni 1944 fanden zwei Patienten im Garten eine brennende Stabbrandbombe. Bruder Nikolaus Rötzer kam zufällig hinzu, entriss den beiden die Bombe, welche auch bereits zündete, als er sie wegwarf. Durch die Splitterwirkung verlor er den Daumen und drei Finger der rechten Hand und verstarb am 6. Januar 1945.
In der Nacht zum 24. September 1944 zerstörte ein Luftangriff die Kirche und das Hauptportal bis auf die Grundmauern. Auch der Ostflügel, die Frontgebäude und die Ökonomie wurden schwer beschädigt. Als im November das St. Josef-Krankenhaus der Neusser Augustinerinnen bei einem Luftangriff schwer beschädigt wurde, fanden über 130 Patientinnen Zuflucht. Schließlich verbrannten bei einem Großangriff im Dezember alle Dächer des Krankenhauses. Ein Bruder und drei Patienten kamen ums Leben.
Obwohl zehn Brüder im Krieg gefallen waren und das Mutterhaus bei Kriegsende fast gänzlich zerstört war, so war der Wiederaufbau 1946 bereits so weit fortgeschritten, dass man wieder 300 Patienten im Hause betreuen konnte.
In den Jahren 1949/1950 bemühte sich der Generalobere, Pater Ignatius Franz, in Rom die Erhebung der Gemeinschaft zu einer Kongregation päpstlichen Rechts zu erreichen. Der Versuch scheiterte. Auch die Gedanken an eine Vereinigung mit den Aachener Alexianern kamen mit den Verlustängsten der Eigenbestimmung zu Fall.
1950 kamen die Herz-Jesu-Schwestern vorübergehend ins Haus. Sie waren aus Breslau vertrieben worden und hatten bereits in 16 anderen Klöstern um eine Unterkunft gebeten, doch keine Gemeinschaft hatte sie aufgenommen. Die Brüder jedoch fanden sich sofort bereit, ihnen Unterkunft zu gewähren.
Nachdem 1958 bereits die neue Klausur bezogen wurde, konnte am Dreifaltigkeitssonntag des Jahres 1959 die neue Klosterkirche durch Weihbischof Joseph Ferche eingeweiht werden.
1966 zählte der Konvent im Mutterhaus noch 42 Brüder. Am 8. November 1967 schlossen sich die letzten vier Kölner Alexianer, welche im Haus zur Mühlen in Siegburg lebten, der Neusser Kongregation an. Im folgenden Jahr wurde der Konvent in Berlin aufgelöst. Einzig Bruder Bernardin Sefke blieb bis zum Schluss in der DDR.
Nachdem die Aachener Elisabethinnen ihre Filiale in Düren aufgrund des Nachwuchsmangels aufgeben mussten, kamen sie 1975 auf Bitten der Brüder nach Neuss. Hier wirken sie bis heute und werden nach ihrem Ableben auch auf dem Klosterfriedhof der Brüder beigesetzt.
Ende der 1960er Jahre scheinen nicht unerhebliche Spannungen innerhalb der Ordensgemeinschaft aufgetreten zu sein, denn 1969 sah sich der Generalobere, Bruder Ignatius Franz, genötigt zurückzutreten, damit „wieder Ruhe und Frieden“ einkehrten. Sein Nachfolger, Bruder Erhard Flotzinger, reiste 1974 als Beobachter zum Generalkapitel der Aachener Alexianer nach Amerika. Ein erster Schritt zur Aufnahme engerer Beziehungen, der zu dieser Zeit verhältnismäßig überalterten Kongregation, welche 1984 achtzehn und 1987 noch fünfzehn Professbrüder zählte. Wohl auch infolge der Altersstruktur fusionierte die Kongregation der Neusser Alexianerbrüder, welche eine Kongregation bischöflichen Rechtes war, im Jahre 1990 mit der päpstlichen Kongregation der Aachener Alexianer. Seitdem bilden die Häuser der ehemaligen Neusser Alexianer die Ordensprovinz zum heiligen Josef. Infolgedessen musste der Generalobere, Pater Wunibald Gillhaus CFA, seine reguläre Amtszeit als „Bruder Provinzialoberer“ zu Ende führen. Dem früheren Generaloberen waren zwei Generalassistenten zur Seite gestellt, dem heutigen Provinzialoberen drei Provinzräte. Das Noviziat der Neusser Alexianer, welches sich seit den 1980er-Jahren in Siegburg befand, wurde 1994 mit dem Noviziat der Aachener Provinz zu einem gemeinsamen Noviziat vereinigt.
1996 eröffnete die Ordensgemeinschaft eine Armenküche, ein Jahr darauf wurde mit dem Neubau eines Klausurgebäudes begonnen. Es konnte zwölf Monate später bezogen werden. Von den Brüdern war zu dieser Zeit keiner mehr in der Krankenpflege tätig. Gleichwohl übernahm die Provinz St. Josef Trägerschaften über Krankenhäuser in den neuen Bundesländern, so z. B. in Dessau-Roßlau, Wittenberg und Potsdam.
Nach einem kontinuierlichen personellen Niedergang – während der 1970er Jahre gab es keine Neueintritte – erlebte die Gemeinschaft in den letzten Jahren des 20. Jahrhunderts noch einmal einen Zuwachs an Eintritten. Durch die Priesterweihe eines der Brüder im Jahre 1999 brachen die Brüder der Neusser Provinz mit einer Jahrhunderte währenden Tradition, welche besagte, dass Kleriker als Mitglieder der Kongregation abzulehnen seien.
An der Schwelle zum dritten Jahrtausend zählte die Provinz St. Josef acht Brüder und drei Novizen, im Jahre 2003 nur noch sieben Brüder. Im Jahre 2004 beschloss das Generalkapitel der Kongregation die Vereinigungen der Alexianerprovinzen Aachen und Neuss für das Jahr 2008. Seit 2008 ist der Konvent in Neuss eine Filiale der deutschen St. Alexius-Provinz, deren Sitz im Alexianerkloster Aachen ist.
Mit dem Jahr 2018 wurde der Konvent der Alexianer in Neuss aufgehoben und die letzten beiden Brüder in andere Konvente versetzt. Hiermit hatte das 500 Jahre alte Kloster sein Ende gefunden.

## Filialklöster der Neusser Alexianer

### Berlin
Am 13. Februar 1888 kaufte die Kongregation für 135.000 Mark einen Bauernhof in Berlin-Weißensee, wobei 67.500 Mark beim Kaufakt direkt bezahlt werden mussten. Auch wenn das Haus keine Möbel besaß, so übernahmen sie mit dem Kauf doch acht Pferde und vier Kühe. Als aber dann die ersten drei Brüder im April desselben Jahres das Haus bezogen, stellten sie fest, dass ihre Pferde unterernährt waren und so bald wie nur möglich verkauft werden mussten. Aus dem Verkaufserlös der Pferde und durch den Verkauf von Milch konnten sie zumindest fürs Erste ihren Lebensunterhalt decken, denn ihre Tätigkeit in der ambulanten Krankenpflege brachte vorerst keinen ausreichenden Unterhalt, da sie diese zumeist bei den ärmsten der Armen ausübten und so ihre Arbeitskraft hauptsächlich um Gotteslohn hergaben. Doch endlich traf am 23. November 1888 neben der kirchlichen auch die staatliche Genehmigung für die Errichtung einer neuen Niederlassung ein, woraufhin sie mit den Planungen zur Errichtung einer Anstalt begannen. Bis zum 31. Dezember 1888 hielten sie dann auch einen Kostenvoranschlag in Händen, dessen Bausumme sich auf 390.000 Mark belief, eine Summe, die sie nur durch Hypotheken beschaffen konnten. Nachdem ihr Bauernhof 1890 zu einem Großteil bei einem Brand vernichtet worden war, wurde am 17. Juli 1891 der Grundstein zum Neubau eines Krankenhauses gelegt, welches dann auch am 17. Dezember 1892 eingeweiht und im Januar des folgenden Jahres bezogen werden konnte. Als sie am 22. Juni 1893 die staatliche Genehmigung zur Errichtung einer Pflegeanstalt für psychisch Kranke erhielten, waren mit dieser verschiedene Vorschriften für die Führung des Hauses verbunden worden. Diese zeigten sich unter anderem in der statistischen Erfassung der Kranken, regelten die Aufnahmen und Entlassungen und bestimmten, dass mindestens ein approbierter Arzt in der Anstalt wohnen müsse. Nachdem letzterer seine Stelle bereits am 1. Januar 1894 angetreten hatte, beantragte der Vorsteher des Hauses die Konzessierung als Heil- und Pflegeanstalt, welche am 28. März 1894 erteilt wurde, jedoch eine Trennung von heil- und unheilbaren Patienten verlangte. Da die Brüder damals Tag und Nacht mit den Patienten zusammenlebten, wurde bei kirchlichen Visitationen immer wieder bemängelt, dass das geistliche Leben unter der Arbeitslast zu kurz komme. So wundert es nicht, dass eine eigene Kapelle erst im Jahre 1908, also relativ spät, in Planung genommen wurde. Zwei Jahre später fertiggestellt, wurde sie dem heiligen Joseph geweiht. Das Haus, welches im Verlauf der 1920er Jahre immer wieder modernisiert wurde, war ursprünglich für 95 Patienten bestimmt, bis 1926 aber bereits auf 126 angewachsen. Zwischen 1929 und 1931 wurde die Patientenzahl dann bis auf 400 erweitert, welche von 28 Brüdern versorgt wurden. Doch auch in den 1930er Jahren kam es zu keinem Stillstand, stetig wurde das Haus renoviert und den modernsten Behandlungsmöglichkeiten angepasst. Und so wie das Haus an Größe gewann, nahm auch der Brüderkonvent stetig zu und wuchs bis zum Jahre 1934 auf 42 Brüder an. Mit dem Anbruch des Nationalsozialismus hatte die Gemeinschaft nicht wenig unter Hetzkampagnen zu leiden. Als sie sich im Juli 1936 wegen sittlicher Verfehlungen verteidigen sollten, musste das Hitlerregime jedoch eine Niederlage einstecken. Schon drei Jahre später beschlagnahmte die Luftschutzpolizei das Erdgeschoss und den Keller des Hauses. In einer zweijährigen Bauzeit wurde der Keller des Nordflügels in ein Nothospital verwandelt und das Refektorium in ein Sanitätslazarett. 2/3 der 420 Patienten wurden 1940 unter Druck des Hauptgesundheitsamtes verlegt und gehörten somit zu den über 30.000 psychisch Kranken, die in einem Vernichtungslager umgebracht wurden. Da zahlreiche Brüder an die Front eingezogen wurden und seit 1941 die Aufnahme neuer Kandidaten verboten war, wurde die Versorgung der Patienten immer problematischer.
Als die Regierung auch noch Lungenkranke dem Haus zur Pflege überwies, war es der kleinen Brüderschar gänzlich unmöglich geworden, die Versorgung aufrechtzuerhalten. Man musste sich nach Hilfe umsehen. Nach einem Zwischenspiel der Essener Franziskanerinnen begannen am 1. Oktober 1941 fast vierzig Aachener Elisabethinnen, die ihr Mutterhaus verlassen mussten, mit ihrer tatkräftigen Unterstützung. Sie verließen Berlin erst im September 1945. Schon bald nach dem Krieg begann man die entstandenen Schäden zu beseitigen. Doch die Zeit war schwer und sollte auch nicht leichter werden. So musste man auf Beschluss der Alliierten 1947 die Abteilung für Lungenkranke auflösen und konnte nur auf das Bitten der Ärzte hin die Röntgenabteilung im Haus belassen. Die Kommunität war stark zusammengeschrumpft und zählte in diesem Jahr nur noch 18 Brüder und einen Novizen. Doch auch diesen Stand konnten sie nicht mehr lange halten. Alter und Austritt ließen die Gemeinschaft bis 1953 auf neun Mitglieder sinken, die Zahl der Angestellten jedoch auf 92 steigen. Da ein Austausch von Brüdern zwischen dem Mutterhaus in Neuss und Berlin aufgrund politischer Umstände nicht mehr möglich war, geriet der Konvent zunehmend in eine Ausnahmesituation, so dass sich der Bischof von Berlin an Rom wandte und dort eine außerordentliche Verlängerung der Amtszeit des Hausoberen, Bruder Gregor Zündorf, erwirkte. Es war für den Bischof von Berlin von besonderer Wichtigkeit, dass die einzige katholische Psychiatrie der DDR erhalten blieb. Aufgrund des Baues der Berliner Mauer, im Jahre 1961, und der mangelnden Kooperationsbereitschaft des Neusser Generaloberen, Pater Ignatius Franz, welcher sich trotz wiederholter Bitten des Bischofs nicht näher mit der Sache zu beschäftigen gedachte, wurde das Krankenhaus 1968 der Diözese Berlin übergeben und der Konvent abgezogen. Einzig Bruder Bernardin Sefke blieb in Berlin zurück, denn da er noch keine 65 Jahre alt war, durfte er die DDR nicht verlassen. Da den Brüdern jeder Umgang mit der Diözesanleitung durch den Generaloberen verboten war – man empfing auch nicht den Weihbischof, als dieser im Haus war –, wurde durch den Kölner Prälaten Johannes Daniels und der Diözese Berlin ein Vertrag ausgehandelt, durch welchen die Leitung des Krankenhauses an ein Kuratorium übergeben wurde. Im Auftrag des Generaloberen unterzeichnete die Oberin der Mägde Mariens, welche seit Mai 1946 im Hause tätig waren, am 28. November 1968 den besagten Vertrag. Erst im Jahre 1990 konnten die Alexianer, bedingt durch den Fall der Mauer, die Verantwortung für das St. Joseph-Krankenhaus wieder selbst übernehmen und es den Gegebenheiten der Zeit anpassen. In den 70er Jahren wurde neben dem Krankenhaus ein Altenheim namens Bischof-Kettler-Haus errichtet. Zu dieser Zeit gab es auch wieder neue Ordenseintritte in Berlin. Nachdem in den 1980er-Jahren ein Noviziat unter der Leitung eines Weltpriesters als Spiritual errichtet werden konnte, wurde 1985 Bruder Leander Rogge, bereits im Rentenalter, nach Berlin versetzt, so dass die Gemeinschaft wieder zwei Brüder Ewiger Profess zählte. Doch trotz aller schönen Ansätze war das Erblühen nicht von langer Dauer, da die meisten Novizen die Gemeinschaft wieder verließen. Zählte der Konvent im Jahre 1995 noch drei Brüder, so ließ der Tod ihn bis 1997 auf nur einen Bruder zusammenschrumpfen. Die späten 1990er-Jahre wurden zu einer Zeit des Bauens und Modernisierens. Nachdem 1997 ein neues Bischof-Kettler-Haus durch den Erzbischof von Berlin, Georg Kardinal Sterzinsky, eingeweiht werden konnte, begann man mit einer Umgestaltung des Krankenhauses, so dass die Patienten 1998 bereits die im Gartengelände errichteten Pavillonbauten beziehen konnten und der eigentliche Krankenhausbereich aufgelockert werden konnte.

### Düren
Nachdem die Gemeinschaft im Jahre 1901 ein Grundstück am Lendersdorferweg zu Düren erworben hatte, erhielt sie im November des gleichen Jahres die erzbischöfliche Genehmigung zur Errichtung einer Filialniederlassung mit dem Zweck der ambulanten Krankenpflege und der Leitung eines Männerhospizes. Nachdem im Mai 1902 dann auch die staatliche Genehmigung eingetroffen war, mietete man in einem Haus auf der Kaiserstraße 42 eine Etage. Die ersten drei Brüder des Konventes reisten am 21. Juni 1902 von Neuss ab. Weitere folgten bald, so dass die hier geübte ambulante Pflege zunächst von sechs bis zehn Brüdern geübt werden konnte. Im Frühjahr 1903 begann man dann endlich mit dem Bau eines eigenen Hauses, welches am 28. August 1904 bereits eingeweiht werden konnte und dessen Kapelle dem heiligen Joachim geweiht war. Schon kurze Zeit nach der Errichtung trug man sich mit dem Wunsch, einige Pensionäre im Hause aufzunehmen und beantragte die entsprechenden Genehmigungen. Während die der erzbischöflichen Behörde schon am 6. September 1904 eintraf, musste man auf die der staatlichen Seite bis 1906 warten, so dass es vorerst bei der ambulanten Krankenpflege blieb. Das Haus, dessen Konvent 1934 fünf Brüder zählte, wurde am 16. November 1944 bei einem Bombenangriff zerstört. Die Brüder konnten sich aus dem Luftschutzbunker retten und kehrten ins Mutterhaus zurück. Der Konvent konnte nach dem Krieg aus Personalmangel nicht wieder errichtet werden.

### Barmen
Auf Bitten des Pfarrers der Pfarrgemeinde St. Johann Baptist in Barmen-Rittershausen und der erteilten erzbischöflichen Genehmigung, sandte der Generalobere im Jahre 1925 drei Brüder zur ambulanten Krankenpflege und zum Küsterdienst in die genannte Gemeinde. Ohne eigenes Haus, lebten die Brüder hier in einer im Pfarrhaus, Jägerstraße 73, gelegenen Wohnung. Als der Generalobere den Vertrag mit der Pfarrgemeinde kündigte und die Filiale aufheben wollte, versuchte der Pfarrer den Generaloberen davon abzubringen. Seine Argumente halfen nichts. Am 8. November 1934 wurde der Vertrag offiziell durch den Generaloberen gekündigt, welcher die Brüder möglicherweise dringlicher in einem Krankenhaus der Genossenschaft benötigte.

### Rom
Im Frühjahr 1928 wandte sich der Abtprimas der Benediktiner, Pater von Stotzingen, mit der Bitte um die Entsendung einiger Brüder, welche den Haushalt des päpstlich-griechischen Kollegs S. Athanasio führen sollten, an den Generaloberen. Nachdem ein Vertrag zwischen der Kongregation und dem Kolleg geschlossen wurde und der Vatikan seine Zustimmung zur Errichtung des Konventes gegeben hatte, reisten vier Brüder am 8. Mai 1928 nach Rom ab, wo sie am 10. Mai in der Via del Babuino 149 eintrafen. Hier wohnten sie bis zur Fertigstellung ihrer Unterkünfte in einigen Zimmern der Seminaristen. Während dem Vorsteher des kleinen Konventes ein eigenes Zimmer zur Verfügung stand, teilten sich die übrigen Brüder einen Schlafsaal. Im Übrigen verfügte die Kommunität über ein eigenes Refektorium, eine Rekreation und eine Kapelle im römischen Ritus. Im Jahre 1930 wurde ihnen in der Via Aurelia 17 ein Haus zum Kauf angeboten, für dessen Erwerb sie schon bald die Genehmigung des Erzbischofs von Köln und die des Kardinalvikars in Rom erhielten. Doch aufgrund der politischen Situation in Deutschland konnte sich der Generalobere nicht dazu entschließen das fünfte Filialkloster der Gemeinschaft in ein eigenes Haus zu verlegen, so dass sie ihre Wohnung im Kolleg beibehielten. Wie die Seminaristen, so verließen auch die Brüder während der Sommermonate die Stadt und begaben sich in das Ferienhaus des Kollegs. Als es 1935 zu Schwierigkeiten bei der Neubesetzung des Konventsoberen kam, beantragte man für den Inhaber desselben, Bruder Eligius Ackermann, eine Verlängerung. Er sollte der erste und letzte Vorsteher des Konventes bleiben. Der Konvent, dessen Mitglieder wohl weitestgehend die italienischen Lebensgewohnheiten übernommen hatten und allgemein auch ein leichteres Leben wie ihre Mitbrüder in Deutschland führten, wurde im Jahre 1951 aufgelöst und die Brüder wieder ins Mutterhaus versetzt.

### Bonn
Mit ihrer vierten Filiale erwarben die Brüder am 17. März 1927 eine berühmte Heil- und Pflegeanstalt in Bonn-Endenich. Im Jahre 1844 hatte der Arzt F. Richarz, nachdem er das Siegburger Krankenhaus verlassen hatte, eine eigene Anstalt eröffnet. In dieser verzichtete er auf mechanische Zwangsmittel und brachte unruhige Patienten nur zeitweise Isoliert, in dafür eigens eingerichteten Räumen, unter. Der berühmteste Patient des Hauses war der Komponist Robert Schumann, welcher von 1854 bis zu seinem Tode, im Jahre 1856, hier behandelt wurde. Im Kaufvertrag wurde die Kaufsumme von 275.000 Goldmark und die Verlegung der Patienten durch den Verkäufer in andere Häuser vereinbart. Nach einer sich über mehrere Jahre hinziehenden baulichen Sanierung und Umgestaltung des Hauses, welche bis zum Mai 1929 weitere 262.000 Goldmark kosteten, konnte das St. Paulus-Heim im Jahre 1933 etwa 100 Patienten aufnehmen, deren Pflege durch 38 Brüder gewährleistet wurden. Kapelle und Klausur waren im sogenannten Schumann-Haus, das dem Hauptgebäude gegenüberliegt und sich heute im Besitz der Stadt Bonn befindet, untergebracht. Lange hatte die Bonner Gemeinschaft nicht Bestand, denn der Nachwuchsmangel wurde für die Kongregation am Ende der 1930er Jahre immer bedrückender, so dass der Konvent 1937 aufgelöst und die Brüder im Jahre 1937 nach Neuss zurückversetzt wurden. Kurz darauf, noch im gleichen Jahre, nahmen die Franziskusschwestern der Familienpflege aus Essen-Frintrop ihre Arbeit im St. Paulus-Heim auf. Nach dem Zweiten Weltkrieg waren Klausur- und Rektoratsgebäude zerstört und mussten neu errichtet werden. 1981 verließen auch die Franziskanerinnen das Haus und es wurde noch einmal ein Konvent von drei Brüdern errichtet, welcher jedoch nur eine kurze Zeit Bestand hatte. 1994 verstarb der letzte Bruder des Hauses, welcher über zehn Jahre alleine hier war. In den Jahren von 1989 bis 1993 wurde das Paulus-Heim grundlegend Neu- und Umgebaut. Seit April 1985 wirken indische Sacred Heart Sisters in dem etwa 120 Betten zählenden Altenheim.

### Patschkau
Im Jahre 1929 hatte der Caritasverband der Diözese Breslau ein Haus für Alkoholkranke erbaut. Nachdem die mit der Pflege betrauten Ordensgemeinschaften bereits mehrmals gewechselt hatten, gelangte das Haus am 28. Oktober 1934 in den Besitz der Neusser Alexianerbrüder, welche hier ihre sechste Filiale errichteten. Angesichts der politischen Umstände wurde die Betreuung psychisch Kranker für die Ordensgemeinschaft immer schwieriger, so dass man sich zur Einrichtung einer Behandlungsstätte für Tuberkulosekranke entschloss. Da der Ordensnachwuchs jedoch nachließ und der Personalbestand der Kongregation immer weiter abnahm, wurde das Haus 1937 der Kongregation der Neusser Augustinerinnen übergeben. 1938 mit dem Namen „Landesheilstätte Oberschlesien, Abteilung St.-Johannes-Heim Patschkau“ versehen, wurden nach dem Zweiten Weltkrieg, im Jahre 1945, die Schwestern durch die staatlichen Autoritäten des Hauses verwiesen und kehrten nach Neuss zurück. Als letzter kehrte im Jahre 1947 auch Bruder Bartholomäus, welcher bis dahin als einziger Bruder im Hause die Stellung gehalten hatte, ins Mutterhaus zurück. Die Anstalt wurde zu einer Behandlungsstätte für tuberkulöse Kinder und später in ein Kinderheim umgewandelt.

### Gey
Um den Brüdern einen Ort der Erholung zu schaffen, kaufte der Generalobere, Pater Ägidius Völlmecke, 1963 ein in der Gemeinde Hürtgenward gelegenes Haus. Dieses war auf einer Anhöhe, etwas abseits des Dorfes gelegen und wurde innerhalb kürzester Zeit eingerichtet, so dass man noch am 12. September gleichen Jahres die Einweihung begehen konnte. Die Niederlassung erhielt den Namen St. Augustinus-Heim, wurde von einem kleinen Konvent unterhalten und war viele Jahre hindurch ein durchaus begehrtes Urlaubsziel der Neusser Brüder. Bestand der Konvent 1969 noch aus fünf Brüdern, so wurde er bereits drei Jahre später nur noch von zwei Brüdern weitergeführt, und mit dem Tod des ersten und letzten Hausoberen, Bruder Joachim Schock, im Jahre 1972 aufgelöst. Noch im selben Jahre übernahmen die Aachener Elisabethinnen das Anwesen, welche es 1978 allerdings ebenfalls wieder aufgaben. Am 21. März 1997 wurde das Haus verkauft.

## Klosterkommissare
- 1786–1794 J. Franziskus J. Kolvenbach, Propst der regulierten Chorfrauen
- 1829–1832 Jakob Poll, Konsistorialrat
- bis 1846 Villvoye, Oberpfarrer am Quirinusmünster
- 1847–1877 Peter Josef Buschmann, Oberpfarrer am Quirinusmünster
- ab 1888 Tilmann Joseph Hubert Heimbach, Pfarrer an St. Michael, Dormagen
- bis 1919 Harf, Oberpfarrer am Quirinusmünster
- 1919–1921 Engels, Oberpfarrer am Quirinusmünster
- 1921–1944 August Höller, Prälat und Domherr
- 1944–1965 Prälat Adenäuer, Domherr
- 1965–1969 Theodor Schnitzler, Prälat und Pfarrer an St. Aposteln, Köln
- 1969–1988 Johannes Daniels, Apostolischer Protonotar und Domherr
- 1988–1990 Walter Jansen, Weihbischof und Domherr